# 伊恩·夏皮罗
伊恩·夏皮罗（英語：Ian Shapiro，1956年9月28日—）美国耶鲁大学政治学斯特林教授，生于南非约翰内斯堡，曾就读于布里斯托尔大学和耶鲁大学，主要研究民主制度。
在民主理论中，夏皮罗认为民主的价值主要来源于它对专制的限制能力；而非通常认为的，来源于赋权民众参与政治、寻求代表并表达偏好。

## 生平
夏皮罗在1956年9月28日在南非约翰内斯堡出生，是四个孩子中的老幺。他曾就读于约翰内斯堡圣斯蒂西安学校（1963-1968）；普利托利亚的圣阿尔班斯学校（1969）；以及南非第一所多种族高中，处在里沃尼亚的伍德米德学校。16岁时，他前往英国完成在阿伯茨沃姆学校他的O-level和A-Level课程。
夏皮罗此后留在了英国，于布里斯托大学就读哲学与政治学，并在1978年获得了理學學士的榮譽學位。之后他前往美国在耶鲁大学攻读政治科学的哲學博士。在耶鲁，他在1980年获得了哲学硕士学位；在1983年用他题为"自由主义政治思想中权力的进化：一种现实主义的看法"的论文以“优秀”成绩获得了博士学位，也因此在1985年获得了美国政治科学协会颁发的列奥·斯特劳斯奖。在耶鲁，夏皮罗师从多元主义和民主的一名重要理论家羅伯·道爾；与此同时，作为他论文的校外导师，道格拉斯·W·雷和邁克爾·瓦爾澤也对他产生了影响。之后，夏皮罗在1987年于耶鲁法学院获得了法律博士学位。之后，在被任命为政治科学助理教授，在1992年被晋升为全职教授，2000年成为威廉·凯南教授，2005年成为斯特灵教授。